# Milánói Hercegség
A Milánói Hercegség egy államalakulat volt Észak-Itáliában 1395 és 1797 között. A hercegség területe, noha sokat változott az évszázadok során, nagyjából a mai Lombardia régió területét foglalta el. Fő központjai a névadó Milánó valamint Pavia volt. Parma a 16. században különvált és önálló hercegséget alapított.

## Története
A hercegséget 1395-ben alapította Gian Galeazzo Visconti, Milánó ura. Halála után (1447) a város lakossága kikiáltotta a köztársaságot, annak ellenére, hogy Visconti törvényes utódja az orléans-i herceg lett volna. A köztársaság nem bizonyult időtállónak, az orléans-i hercegek sem tudtak érvényt szerezni követeléseiknek, így 1450-ben a város ura egy zsoldosvezér, Francesco Sforza lett, aki feleségül vette az utolsó Visconti-herceg törvénytelen leányát. Sforza kikiáltotta magát Milánó hercegének. 1454 áprilisában Milánó és Firenze megkötötték a lodi békét, augusztusban a Velencei Köztársaság bevonásával megalakították az Itáliai Liga nevű kölcsönös védelmi szövetséget, amelyhez 1455-ben a pápai állam és a Szicíliai Királyság is csatlakozott. Az aláírók elismerték Francesco Sforzát Milánó hercegének. A Liga fél évszázados stabilitást biztosított Itáliában.
1498-ban az orléans-i herceget XII. Lajos néven francia királlyá koronázták. Első rendelkezése az volt, hogy érvényt szerezzen apja követeléseinek és így 1499-ben lerohanta a hercegséget és elűzte korábbi szövetségesét, az uralkodó Ludovico Sforzát. A franciák 1513-ig maradtak a hercegségben, amikor a svájciak elűzték őket, trónra segítve Ludovico fiát, Massimilianót. A franciák azonban I. Ferenc vezetésével 1515-ben visszatértek és a marignanói csatában leverték Massimiliano seregeit, a herceget pedig börtönbe vetették. 1521-ben az spanyolok és a Német-római Birodalom segítségével sikerült ismét kiűzni a franciákat. Az uralkodói székbe Massimiliano öccse, II. Francesco Sforza került.
A franciák Pavia mellett 1525-ben elszenvedett döntő veresége után Észak-Itália a Német-római Birodalom és V. Károly császár befolyása alá került. Francesco csatlakozott a cognaci ligához, melyet Velence, Firenze és a pápai állam is támogatott, így a herceget a birodalmi seregek elűzték Milánóból, de sikerült megtartania befolyását néhány hercegségi város felett. A cambrai-i béke (1529) lezárta a háborút és visszaültette Francescót a hercegi trónra.

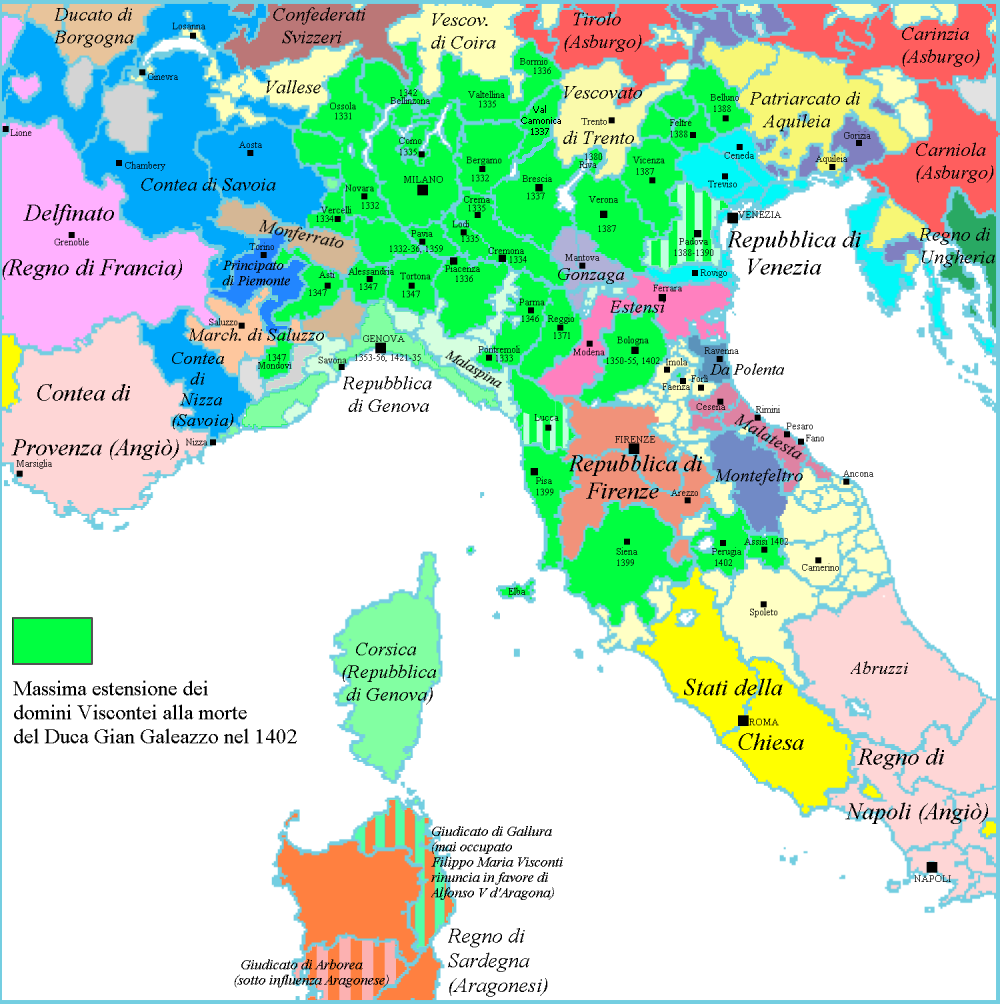
A hercegség legnagyobb kiterjedése, a Viscontik idején

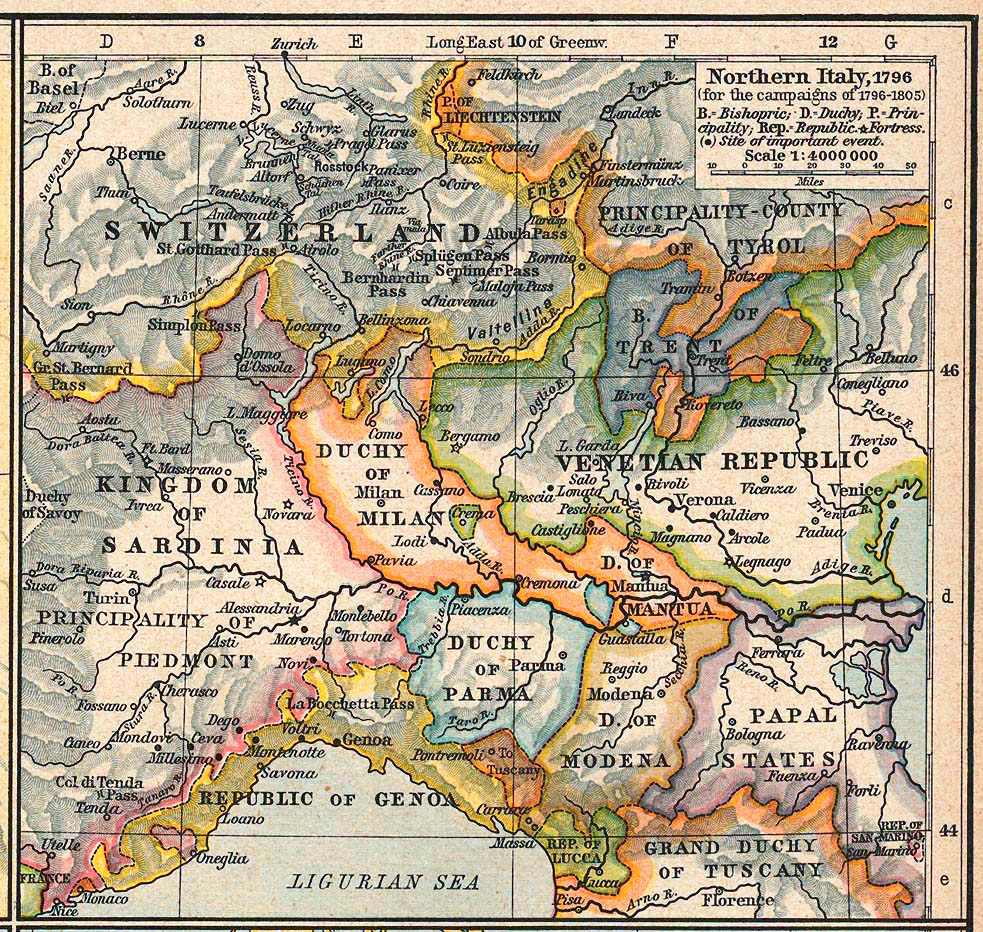
A Milánói Hercegség 1796-ban

1535-ben Francesco utód nélkül halt meg. Úgy a német-római császár, mint a francia király igényt formált a hercegi koronára, ez újabb háborúkhoz vezetett. 1545-ben III. Pál pápa a törvénytelen fia, Pier Luigi Farnese számára létrehozta a Pármai Hercegséget, mely magába foglalta a Milánói Hercegségnek a Pó folyótól délre eső területeit. A hercegség végül V. Károly német-római császárnak (és spanyol királynak) fennhatósága alá került, aki ezt fiának, Fülöpnek, a jövendő spanyol királynak adományozta. Az 1559-es cateau-cambrésis-i béke elismerte a spanyolok fennhatóságát. 
A hercegség a spanyol örökösödési háború végéig a spanyolok kezében maradt. A 18. század elején az osztrákok foglalták el, majd az 1714-es badeni békeszerződés elismerte fennhatóságukat a hercegség felett. Az osztrákokat 1796-ban Bonaparte tábornok űzte el. Az 1797-es Campo Formió-i békeszerződésben a Habsburg Birodalom lemondott a hercegségről, amely a Bonaparte Napóleon által létrehozott Ciszalpin Köztársaság része lett. Napóleon legyőzése után a bécsi kongresszus 1815. június 9-én ismét az osztrákoknak ítélte Milánót. A Milánói Hercegséget azonban nem állították helyre, hanem Velencével együtt az újonnan kreált csatlós államhoz, a Lombard–Velencei Királysághoz csatolták. Az 1859-es szárd–francia–osztrák háborúban a győztes Franciaország Lombardiát átadta a Szárd–Piemonti Királyságnak. 1861-ben az egyesült Olasz Királyságba olvasztották.

## Uralkodók
| Neve                                                      | Uralkodása |
| --------------------------------------------------------- | ---------- |
| Milánó hercegei                                           |            |
| Gian Galeazzo Visconti                                    | 1395–1402  |
| Gian Maria Visconti                                       | 1402–1412  |
| Filippo Maria Visconti                                    | 1412–1447  |
| Köztársaság (1447–1450)                                   |            |
| (I.) Francesco Sforza                                     | 1450–1466  |
| Galeazzo Maria Sforza                                     | 1466–1476  |
| Gian Galeazzo Sforza                                      | 1476–1494  |
| Ludovico Sforza                                           | 1494–1499  |
| XII. Lajos francia király                                 | 1499–1500  |
| Ludovico Sforza                                           | 1500       |
| XII. Lajos francia király                                 | 1500–1512  |
| Massimiliano Sforza                                       | 1512–1515  |
| I. Ferenc francia király                                  | 1515–1521  |
| II. Francesco Sforza                                      | 1521–1535  |
| Spanyol uralom (1540–1706)                                |            |
| II. Fülöp spanyol király                                  | 1540–1598  |
| III. Fülöp spanyol király                                 | 1598–1621  |
| IV. Fülöp spanyol király                                  | 1621–1665  |
| II. Károly spanyol király                                 | 1665–1700  |
| V. Fülöp spanyol király                                   | 1700–1706  |
| Osztrák uralom (1706–1797)                                |            |
| VI. Károly német-római császár                            | 1706–1740  |
| Mária Terézia                                             | 1740–1780  |
| II. József német-római császár                            | 1780–1790  |
| II. Lipót német-római császár                             | 1790–1792  |
| II. Ferenc német-római császár                            | 1792–1797  |
| Ciszalpin Köztársaság (1797–1799)                         |            |
| II. Ferenc német-római császár                            | 1799–1800  |
| Osztrák uralom 1799–1800                                  |            |
| Átmeneti kormányzótanács 1800                             |            |
| Különleges kormányzótanács 1800                           |            |
| Különleges kormányzótanács végrehajtó testülete 1800–1802 |            |
| (Napóleoni) Itáliai Köztársaság                           |            |
| Napoléon Bonaparte                                        | 1802–1805  |
| Itáliai Királyság                                         |            |
| I. Napóleon                                               | 1805–1814  |
| Eugène de Beauharnais                                     | 1805–1814  |

## Fordítás
- Ez a szócikk részben vagy egészben  a   Duchy of Milan című angol Wikipédia-szócikk ezen változatának fordításán alapul.  Az eredeti cikk szerkesztőit annak laptörténete sorolja fel. Ez a jelzés csupán a megfogalmazás eredetét és a szerzői jogokat jelzi, nem szolgál a cikkben szereplő információk forrásmegjelöléseként.